# Le Jardin enchanté
Le Jardin enchanté – en anglais The Enchanted Garden – est un tableau réalisé par le peintre britannique John William Waterhouse en 1917. Cette huile sur toile représente une scène du Décaméron de Boccace. L'œuvre est conservée à la Lady Lever Art Gallery de Port Sunlight, où se trouve également son pendant, Un conte du Décaméron.

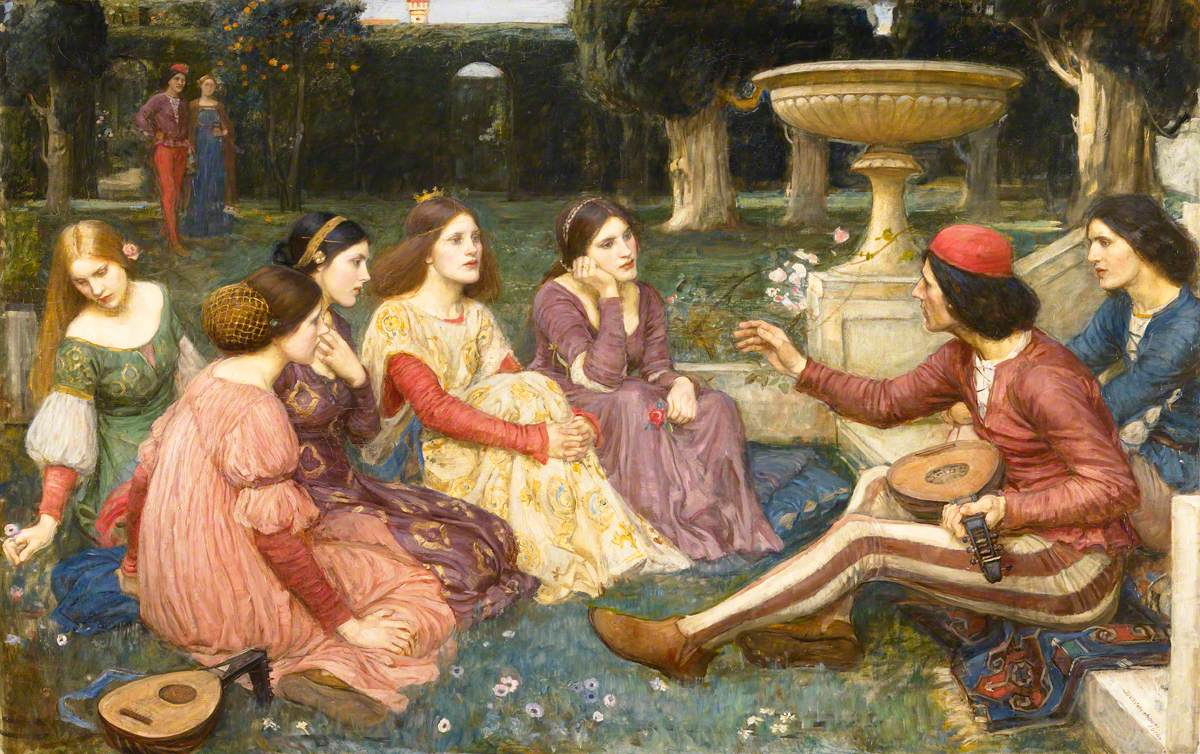
Un conte du Décaméron.